# Mistrzostwa Świata Mężczyzn w Curlingu 1971
Mistrzostwa Świata Mężczyzn w Curlingu 1971 zostały rozgrywane w Palais de Sports, w Megève, we Francji, w dniach 16 - 21 marca. Rywalizowało ze sobą 8 reprezentacji.

## Reprezentacje
| Kraj              | Reprezentanci                                                   |
| ----------------- | --------------------------------------------------------------- |
| Francja           | Pierre Boan, André Mabboux, André Tronc, Richard Duvillard      |
| Kanada            | Don Duguid, Rod Hunter, Jim Pettapiece, Bryan Wood              |
| RFN               | Manfred Räderer, Peter Jacoby, Peder Ledosquet, Hansjörg Jacoby |
| Norwegia          | Knut Bjaanaes, Sven Kroken, Per Dammen, Kjell Ulrichsen         |
| Stany Zjednoczone | Dale Dalziel, Dennis Melland, Clark Sampson, Rodney Melland     |
| Szkocja           | James Sanderson, Willie Sanderson, Iain Baxter, Colin Baxter    |
| Szwajcaria        | Cesare Canepa, Werner Oswald, Jakob Kluser, Hans-Ruedi Werren   |
| Szwecja           | Roy Berglöf, Kjell Grengmark, Erik Berglöf, Lars-Erik Håkansson |

## Wyniki

### Klasyfikacja końcowa
| # | Kraj              |
| - | ----------------- |
| 1 | Kanada            |
| 2 | Szkocja           |
| 3 | Stany Zjednoczone |
| 4 | Szwajcaria        |
| 5 | Szwecja           |
| 6 | Francja           |
|   | RFN               |
|   | Norwegia          |

### Finał
|        | Wynik |         |
| ------ | ----- | ------- |
| Kanada | 5 - 5 | Szkocja |

### Półfinał
|         | Wynik |                   |
| ------- | ----- | ----------------- |
| Kanada  | 5 - 5 | Szwajcaria        |
| Szkocja | 7 - 6 | Stany Zjednoczone |

### Tie-braker

#### 1.
|            | Wynik |         |
| ---------- | ----- | ------- |
| Szwajcaria | 9 - 5 | Szwecja |

### Round Robin
| Sesja |                   | Wynik  |                   |
| ----- | ----------------- | ------ | ----------------- |
| 1     | Kanada            | 9 - 5  | Szwajcaria        |
|       | Szkocja           | 7 - 6  | RFN               |
|       | Szwecja           | 13 - 3 | Francja           |
|       | Norwegia          | 6 - 5  | Stany Zjednoczone |
| 2     | Szkocja           | 11 - 3 | Szwecja           |
|       | Kanada            | 9 - 5  | Stany Zjednoczone |
|       | Szwajcaria        | 9 - 6  | Norwegia          |
|       | Francja           | 11 - 9 | RFN               |
| 3     | Stany Zjednoczone | 12 - 4 | Szwajcaria        |
|       | RFN               | 7 - 3  | Szwecja           |
|       | Francja           | 9 - 7  | Szkocja           |
|       | Kanada            | 7 - 6  | Norwegia          |
| 4     | Szkocja           | 8 - 4  | Norwegia          |
|       | Kanada            | 9 - 5  | Francja           |
|       | Stany Zjednoczone | 14 - 4 | RFN               |
|       | Szwecja           | 6 - 5  | Szwajcaria        |
| 5     | Kanada            | 10 - 6 | Szwecja           |
|       | Norwegia          | 4 - 3  | Francja           |
|       | Szwajcaria        | 9 - 3  | RFN               |
|       | Szkocja           | 6 - 4  | Stany Zjednoczone |
| 6     | Stany Zjednoczone | 12 - 4 | Francja           |
|       | Szkocja           | 7 - 6  | Szwajcaria        |
|       | Szwecja           | 9 - 6  | Norwegia          |
|       | Kanada            | 8 - 4  | RFN               |
| 7     | RFN               | 5 - 4  | Norwegia          |
|       | Stany Zjednoczone | 3 - 2  | Szwecja           |
|       | Kanada            | 10 - 6 | Szkocja           |
|       | Szwajcaria        | 6 - 5  | Francja           |